# Niestachów (Poznań)
Niestachów – część Poznania położona na terenie zachodniej części osiedla samorządowego Sołacz, w rejonie ul. Niestachowskiej, między wiaduktem kolejowym w kierunku Szczecina i Piły a ul. Wojska Polskiego.

## Nazwa
Nazwa wywodzi się od zaświadczonego filologicznie imienia Niestach. Zapis nazwy wyglądał następująco: Nyestathow (1253), Nyestachovvo (1292), Nestachovo (1343), Nestachowo (1417), Niestachowo (1598), Niestachów (1948). W historii przeważała czasowo oboczna postać nazwy - Niestachowo.

## Historia

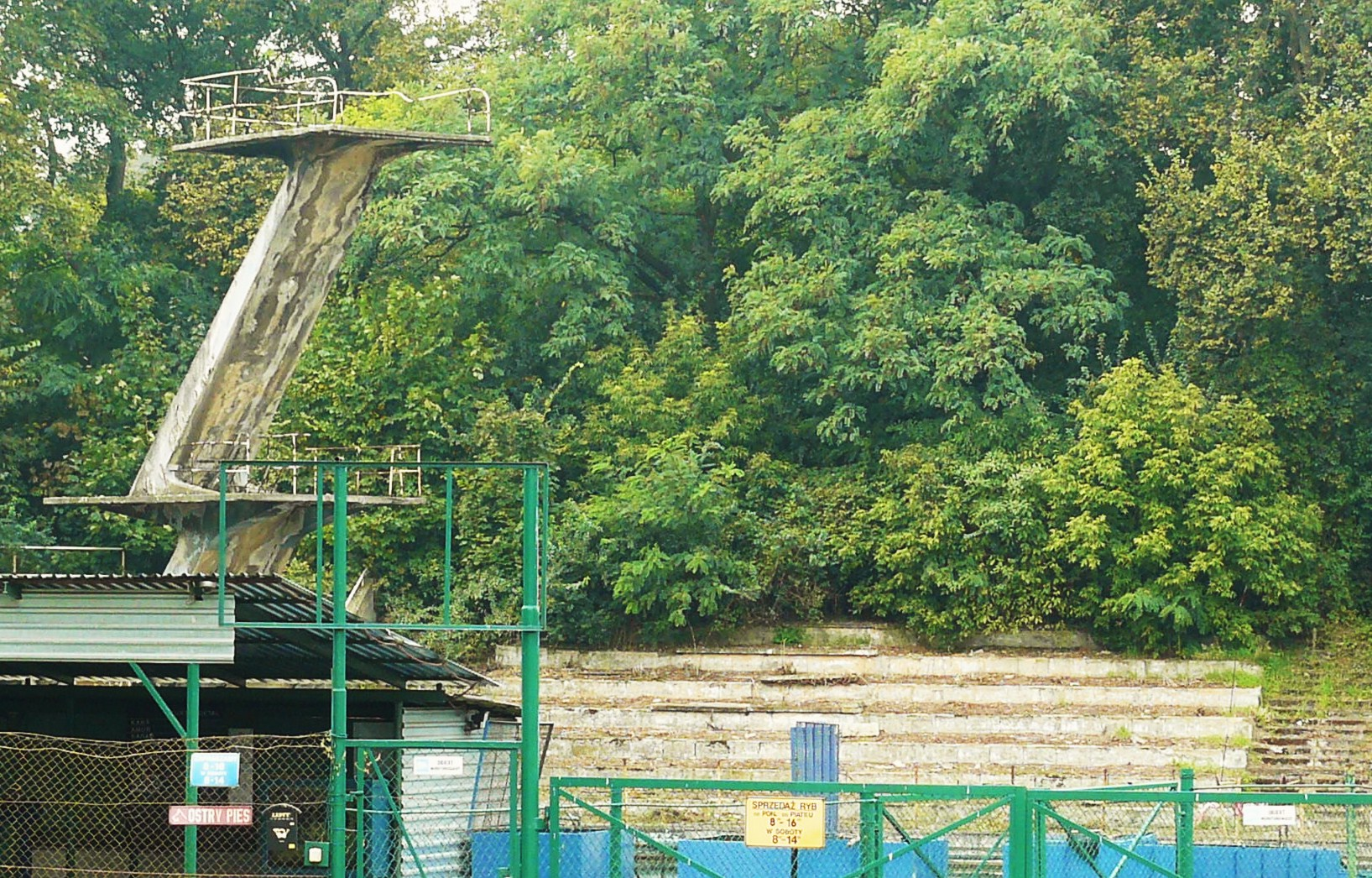
Dawne baseny - proj. Marian Spychalski

Początkowo wieś nadana miastu, wraz z lokacją (jako zaplecze gospodarcze) w 1253. W obszar miasta włączona w 1907. Nazwa Niestachów jest obecnie zapomniana, a przechowała się w postaci ul. Niestachowskiej (szerzej Trasy Niestachowskiej). W czasie trwania okupacji niemieckiej na teren pobliskiego Parku Sołackiego wstęp miała jedynie niemiecka ludność miasta Poznania - władze okupacyjne zmieniły więc jego nazwę na Kuhndorfpark (Park Niestachowski). Stało się to m.in. na skutek niechęci okupantów niemieckich do wcześniej używanej nazwy Solatsch Park będącej jedynie zniemczonym zapisem polskiego Sołacza. 
Oprócz zachodniej części Parku Sołackiego na terenie Niestachowa znajdują się nieczynne baseny pływackie, zaprojektowane przez Mariana Spychalskiego, późniejszego marszałka (otwarte w lipcu 1938) i Ogród Dendrologiczny Uniwersytetu Przyrodniczego w Poznaniu.
Do początku lat 40. XX wieku, za obecnymi basenami pływackimi, znajdował się duży zakład przemysłowy - Cegielnia Mechaniczna Poznań-Golęcin, wraz z niewielką osadą domków pracowniczych. Na początku okupacji niemieckiej, z uwagi na wyczerpanie zasobów gliny, cały zakład został rozebrany przez władze niemieckie. Obecnie nie pozostał po nim żaden ślad w terenie.